# Composició suprematista
Composició sumprematista (també anomenat Composició suprematista (rectangle blau sobre raig vermell)) és un quadre de 1916 de Kazimir Malèvitx, pintor ucraïnès conegut com un dels pioners de l'abstracció geomètrica. El quadre representa una constel·lació de geometria i color a l'espai d'austeritat notable.
L'obra mestra de Malèvitx va ser venuda en una subhasta de Sotheby's per 60 milions de dòlars a un comprador anònim, convertint-se en l'obra russa més cara de la història.
La pintura va ser creada el 1916 i va pertànyer a l'artista fins al juny de 1927. Malèvitx el va exposar al Grosse Berliner Kunstausstellung a Berlín, però aviat viatjaria fins a la Unió Soviètica. El quadre llavors aniria a para a l'arquitecte alemany Hugo Häring, que el vendria al Museu Stedelijk, on va estar exposat els següents 50 anys. Ha format part de diferents exposicions, principalment a Europa. Després d'una llarga batalla legal sobre la propietat del quadre, que va perdurar durant 17 anys, el quadre va tornar als hereus de l'artista. El novembre de 2008 el van vendre en una subhasta.